# Marco Galiazzo
Marco Galiazzo (Padova, 7 maggio 1983) è un arciere italiano.
È stato il primo campione olimpico nella storia del tiro con l'arco italiano, vincitore della medaglia d'oro nella gara maschile individuale ai Giochi olimpici di Atene del 2004 e della medaglia d'oro nella gara a squadre ai Giochi olimpici di Londra del 2012 (nella stessa specialità aveva ottenuto a Pechino l'argento). Nel 2017, ai Campionati mondiali di tiro con l'arco, si laurea campione del mondo a squadre.

## Biografia
Galiazzo ha iniziato a tirare con l'arco a tredici anni, assieme al padre, che poi è diventato il suo allenatore. La sua prima vittoria fu ai Giochi della Gioventù, a quattordici anni. A sedici anni è stato convocato per la prima volta nella nazionale italiana di tiro con l'arco.
La sua prima società è stata la Compagnia Arcieri Padovani (06/015) con la quale ha conquistato la medaglia olimpica, mentre attualmente fa parte della società A.S.D. Arcieri Rio (06/077).
Il 19 agosto 2004 ha vinto la medaglia d'oro nella gara maschile individuale alle Olimpiadi di Atene contro il giapponese Hiroshi Yamamoto. Agli ottavi aveva battuto il compagno di squadra Ilario Di Buò.
Ai Giochi del Mediterraneo di Almería 2005, disputati presso lo Stadio della Gioventù Emilio Campra, ha guadagnato la medaglia d'oro, precedendo sul podio i francesi Romain Girouille e Yoann Palermo.
Arruolatosi il 3 febbraio 2006 nell'Aeronautica Militare fa parte del Centro Sportivo dell'Aeronautica Militare.
Il 18 aprile 2008 a Parenzo, in Croazia, durante la seconda tappa della Meteksan World Cup, stabilisce il nuovo record italiano a squadre insieme a Mauro Nespoli e Ilario Di Buò.
L'11 agosto dello stesso anno, insieme a Mauro Nespoli e Ilario Di Buò, vince l'argento nella gara a squadre ai Giochi olimpici di Pechino, perdendo in finale contro la Corea del Sud. Due giorni dopo viene sconfitto 110 a 109 nei sedicesimi di finale della gara individuale dall'inglese Alan Wills, perdendo così la possibilità di confermare l'alloro olimpico conquistato quattro anni prima.
Nel 2009 Marco Galiazzo conquista la sua prima Archery World Cup nella finale di Copenaghen, sconfiggendo in finale l'inglese Simon Terry 108-105.
Nel 2012 si laurea campione del mondo ai World Indoor Championship di Las Vegas. Il 28 luglio ai Giochi olimpici estivi di Londra 2012 vince la medaglia d'oro nella gara a squadre, insieme a Michele Frangilli e Mauro Nespoli, battendo in finale gli Stati Uniti col punteggio di 219-218.
Nel 2017 partecipa ai mondiali di Città del Messico arrivando al terzo turno nella prova individuale e riuscendo a laurearsi campione del mondo con la squadra maschile  di arco ricurvo (la specialità olimpica) composta da David Pasqualucci, Mauro Nespoli oltre a Galiazzo; il percorso dei tre comincia agli ottavi di finale dove sconfiggono Cina Taipei 5-3 continuando ai quarti di finale contro gli Stati Uniti anche quest'ultimi sconfitti 5-3. In semifinale gli azzurri affrontano i numeri uno del mondo e favoriti della vigilia, la Corea del Sud, riuscendo a batterli allo shoot-off per 5-4. In finale trovano la Francia vincendo, per 6-0, laureandosi campioni del mondo per la seconda volta nella storia dell'Italia (la prima a Riom nel 1999).

## Palmarès
- Giochi olimpici

Atene 2004:  Oro individuale.
Pechino 2008:  Argento a squadre con Ilario Di Buò e Mauro Nespoli.
Londra 2012:  Oro a squadre con Michele Frangilli e Mauro Nespoli.
- Campionati mondiali di tiro con l'arco

New York 2003:  Bronzo a squadre.
Torino 2011:  Bronzo a squadre.
Citta del Messico 2017:  Oro a squadre
- Campionati mondiali di tiro con l'arco indoor

Las Vegas 2012:  Oro individuale.
- Coppa del mondo di tiro con l'arco

Copenaghen 2009:  Oro individuale.
- Giochi europei

Misk 2019:  Bronzo a squadre.
- Campionati europei di tiro con l'arco

Bruxelles 2004:  Oro individuale.
Vittel 2008:  Oro a squadre.
Rovereto 2010:  Oro a squadre miste e  Argento a squadre maschili.
Amsterdam 2012:  Oro a squadre.
- Campionati europei di tiro con l'arco indoor

Jaén 2006:  Argento a squadre e  Bronzo individuale.
Torino 2008:  Oro individuale.
Patenzo 2010:  Oro a squadre.
- Giochi del Mediterraneo

Almería 2005:  Oro individuale.
- World Indoor Championship Juniores

Firenze 2001:  Oro individuale.

## Arco utilizzato
| Riser             | Fivics25"                                                                                             |
| Flettenti         | Fivics 42#                                                                                            |
| Potenza effettiva | 51 |
| Mirino            | Sure Loc Supreme                                                                                      |
| Stabilizzazione   | Stabilizzatore centrale: Fivics 28" Baffi/Astine: Fivics (13") Prolunghino: Fivics (3") V-bar: Fivics |
| Rest              | Are non regolabile                                                                                    |
| Bottone           | Beiter                                                                                                |
| Corda             | 8125 a 20 fili                                                                                        |
| Frecce            | Aste: Easton X10 – 380 C2 Punte: Fivics110 grani Cocche: Beiter Impennaggio: Spin Wing 1 3/4          |